# Song Chung-song
Song Chung-song (* 18. Mai 1984) ist ein ehemaliger nordkoreanischer Eishockeyspieler und heutiger -trainer. Er ist derzeit Trainer der nordkoreanischen Nationalmannschaft.

## Karriere
Song Chung-song nahm mit dem nordkoreanischen Nachwuchs zunächst an der U18-Weltmeisterschaft 2000 in der Asien-Ozeanien-Division 1 teil. Nach dem dort erreichten Aufstieg, spielte er bei der Weltmeisterschaft 2001 in der Division I, bei der der Klassenerhalt durch eine 4:5-Niederlage gegen Dänemark nur knapp verpasst wurde.
Für die nordkoreanische Herren-Nationalmannschaft spielte er erstmals 2002 bei der Qualifikation für die Division II, die die Nordkoreaner gewannen. So konnte er an den Weltmeisterschaften der Division II 2003, 2004, 2005 und 2006 teilnehmen. 2008 spielte er mit seiner Mannschaft in der Division III, erreichte aber durch fünf Siege in fünf Spielen den Wiederaufstieg in die Division II.
Auf Vereinsebene spielte er für Pyongchol in der nordkoreanischen Eishockeyliga und wurde mit der Mannschaft 2001, 2003, 2004, 2006, 2007 und 2008 nordkoreanischer Landesmeister.

### Trainerlaufbahn
Nach dem Ende seiner aktiven Spielerkarriere wurde Song als Trainer tätig. Er war Assistenztrainer des nordkoreanischen Nachwuchses bei der U20-Weltmeisterschaft 2011 in der Division III und Cheftrainer der nordkoreanischen Herren bei der Weltmeisterschaft 2018 in der Division II.

## Erfolge und Auszeichnungen
- 2000 Aufstieg in die Division I bei der U18-Weltmeisterschaft der Asien-Ozeanien-Division 1
- 2001 Nordkoreanischer Meister mit Pyongchol
- 2003 Nordkoreanischer Meister mit Pyongchol
- 2004 Nordkoreanischer Meister mit Pyongchol
- 2006 Nordkoreanischer Meister mit Pyongchol
- 2007 Nordkoreanischer Meister mit Pyongchol
- 2008 Nordkoreanischer Meister mit Pyongchol
- 2008 Aufstieg in die Division II bei der Weltmeisterschaft der Division III